# Léta Áron
Léta Áron (Bölön, 1931. január 26. – Havadtő, 2009. július 15.) unitárius lelkész, 1956-os erdélyi elítélt és meghurcolt egyházi személy.

## Tanulmányok
Léta Áron 1931. január 26-án született Bölönben. A sepsiszentgyörgyi Magyar Fiúlíceumban érettségizett. Teológiai tanulmányait a Protestáns Teológiai Intézet Unitárius Karán végezte 1954-1958 között. 1958-ban teológiai szakvizsgát, 1964-ben lelkészképesítő vizsgát tett. 1968-ban szentelték unitárius lelkésszé a Kolozsváron tartott zsinati ülésen.

## 1956 után
Az 1956-os magyarországi eseményeket kővető erdélyi megtorlások áldozata lett. Letartóztatásakor, 1959. január 30-án Alsófelsőszentmihályon volt gyakorló unitárius lelkész. Kihallgatása a marosvásárhelyi Securitatén zajlott le. A MAT Katonai Ügyészsége az EMISZ-per 1. csoportjában helyezték vád alá, feljelentési kötelezettség elmulasztása és a társadalmi rend elleni szervezkedés vádjával, a BTK 228. paragrafusa és a 209. paragrafus 1. pontja alapján A 211/1958. sz. bűnügyi iratcsomóban szerepel. 10 év börtönre ítélték. Az ítélethirdetés után Szamosújvárra, onnan a stoeneşti-i kényszermunkatáborba került, majd Grădina következett. Innen szabadult 1964. június 27-én.

## Lelkészi pályafutása
Gyakorló segédlelkészként kezdte a szolgálatát Alsófelsőszentmihályon 1958 novemberében. Meghurcoltatását követően folytatta lelkészi szolgálatait, 1964-1968 között az iszlói gyülekezetben, 1968-1970 között a firtosmartonosi gyülekezetben, 1970-1972 között a homoródjánosfalvi lelkészi állást töltötte be. 1972-től a Lupény-Vulkán Egyházközség lelkésze lett.  A lelkészi beiktatása 1972. május 14-én volt megtartva.

1993-1995 között a Pipe-Szásznádasi Egyházközségben végzett még szolgálatokat, majd nemsokkal ezután, 1995. augusztus 1-jétől nyugdíjba vonult. Ezt követően írta meg meghurcoltatásának történetét. 

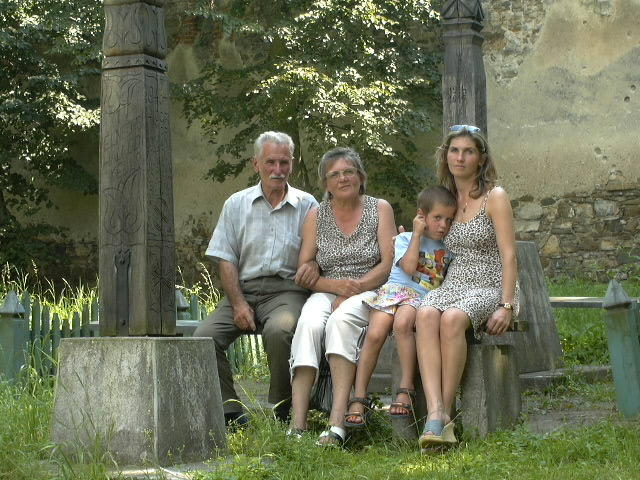
Léta Áron és családja a nagyajtai 1956-os emléktáblánál

A millenniumi ünnepségek alkalmával Nagyajtán emlékművet avattak fel a kommunista diktatúra unitárius áldozatainak emlékére. Az emléktáblát meglátogatta családjával 2005. július 28-án. 

## Családja
1965-ben házasságot kötött Szász Rozáliával, négy gyermekük született. Családi és közösségi fényképek, valamint bővebb  életrajza az Unitárius Pantheonban érhetők el.

## Halála és utóélete
Léta Áron nyugalmazott lelkész életének 79. évében, 2009. július 15-én Havadtőn elhunyt. Temetése július 17-én volt a havadtői családi háztól a bölöni temetőbe.
Az 1956-os forradalom szomorú hatással volt a Romániában élő magyarokra és súlyos következményei lettek az erdélyi egyházak életében, nagymértékben befolyásolták az Unitárius Egyház és a Teológiai Intézet további működését, alakulását.